# Departamento de Nacimiento
| Departamento de Nacimiento | Departamento de Nacimiento |
| -------------------------- | -------------------------- |
| Cabecera:                  | Nacimiento (1937)          |
| Superficie:                | km²                        |
| Habitantes:                | hab                        |
| Densidad:                  | hab/km²                    |
| Comunas/ Subdelegaciones:  | - Nacimiento (desde 1937)  |
| Ubicación                  |                            |
|                            |                            |

| Departamento de Nacimiento | Departamento de Nacimiento                                                                                                   |
| -------------------------- | --- |
| Cabecera:                  | Nacimiento |
| Superficie:                | km² |
| Habitantes:                | hab |
| Densidad:                  | hab/km² |
| Subdelegaciones:           | - 1a Nacimiento - 2a Nacimiento - 3a Negrete - 4a Liñeco - 5a Palmilla - 6a Arinco - 7a Santa Ana - 8a Culenco - 9a Millapoa |
| Municipalidades:           | - capital departamental: - Nacimiento - otras municipalidades (1891) - Negrete (1891)                                        |
| Ubicación                  | |
|                            | |

El Departamento de Nacimiento es una antigua división territorial de Chile, que pertenecía a la Provincia de Concepción. La cabecera del departamento fue Nacimiento. Fue creado sobre la división del antiguo Departamento de Lautaro, en la década de 1840, con el sector sur al oriente de la Cordillera de Nahuelbuta. 
Con la ley de 2 de julio de 1852, se crea la Provincia de Arauco, integrado por el Departamento de La Laja y el Departamento de Arauco y Departamento de Nacimiento. Con la ley de 15 de julio de 1869, se crea el Departamento de Angol con la subdelgación 7.ª, Angol del Departamento de Nacimiento. 
Con la ley de 13 de octubre de 1875, la antigua Provincia de Arauco se divide en tres:
- se crea la nueva Provincia de Arauco, integrada por el Departamento de Lebu, el Departamento de Arauco y el Departamento de Imperial, que se ubican poniente de la Cordillera de Nahuelbuta; y
- se crea la Provincia de Biobío, integrada por el Departamento de La Laja, Departamento de Nacimiento, y Departamento de Mulchén creado con esa ley, ubicados al oriente de la Cordillera de Nahuelbuta.
- se crea la Territorio de Colonización de Angol, integrada por el Departamento de Angol, ubicado al oriente de la Cordillera de Nahuelbuta.

El 30 de diciembre de 1927, con el DFL 8582, se modifican los límites departamentales. 
- Se suprime el Departamento de Nacimiento.
- Se anexa al Departamento de Mulchén la parte del antiguo departamento de Nacimiento, que queda al norte del siguiente límite: la línea de cumbres, desde el origen del río Carampangue hasta el origen del estero de San Miguel; el estero de San Miguel, desde su origen hasta su confluencia con el río Pichipehuén; el río Pichipehuén hasta el deslinde Sur del fundo Casa de los Barros; dicho deslinde, desde el río Pichipehuén, hasta el origen del estero de los Barros; el estero de los Barros, desde su origen hasta su confluencia con el río Esperanza; dicho río hasta su unión con el río Maitenrehue; el río Maitenrehue hasta su unión con el estero Meñir; el estero Meñir hasta su origen: el deslinde Sur del fundo Meñir, desde el origen del estero Meñir hasta el origen del estero Liñeco, y el estero Liñeco, desde su origen hasta su confluencia con el río Vergara.
- Se anexa al Departamento de Angol el territorio al sur del deslinde señalado.

Con el DFL 8583, se modifican los límites comunales de los nuevos departamento de Mulchén y departamento de Angol.
Posteriormente, en 1937, se restituye nuevamente el Departamento de Nacimiento.

## Límites
El Departamento de Nacimiento limitaba:
- al norte con el Departamento de Lautaro.
- Al oeste con la Cordillera de Nahuelbuta y el Departamento de Arauco
- al sur con el Departamento de Angol
- al este con el río Biobío y el Departamento de La Laja

## Administración
La Ilustre Municipalidad de Nacimiento se encargaba de la administración local del departamento, con sede en Nacimiento, en donde se encontraba la Gobernación Departamental. 
Con el Decreto de Creación de Municipalidades del 22 de diciembre de 1891, se crean las siguientes municipalidades con sus sedes y cuyos territorios son las subdelegaciones detalladas a continuación:
| Municipalidad Sede | Subdelegaciones |
| ------------------ | --------------- |
| Nacimiento         | 1a, Nacimiento  |
| Nacimiento         | 4a, Liñeco      |
| Nacimiento         | 5a, Palmilla    |
| Nacimiento         | 6a, Arinco      |
| Nacimiento         | 7a, Santa Ana   |
| Nacimiento         | 8a, Culenco     |
| Nacimiento         | 9a, Millapoa    |
| Negrete            | 2a, Nacimiento  |
| Negrete            | 3a, Negrete     |

En 1927 con el DFL 8582 se suprime el departamento y con el DFL 8583 se define los límites de la nueva comuna-subdelegación de Nacimiento que entra en vigor el año 1928 en los nuevos Departamento de Mulchén.

## Subdelegaciones
Hasta el 15 de julio de 1869, el Departamento de Nacimiento se estructuraba de la siguiente forma:
| Subdelegación     | Distrito                         |
| ----------------- | -------------------------------- |
| 1.ª, Nacimiento   | 1°,                              |
| 1.ª, Nacimiento   | 2°,                              |
| 1.ª, Nacimiento   | 3°,                              |
| 1.ª, Nacimiento   | 4°,                              |
| 1.ª, Nacimiento   | 5°,                              |
| 1.ª, Nacimiento   | 6°                               |
| 2.ª, Nacimiento   | 1°                               |
| 2.ª, Nacimiento   | 2°                               |
| 2.ª, Nacimiento   | 3°                               |
| 2.ª, Nacimiento   | 4°                               |
| 2.ª, Nacimiento   | 5°                               |
| 3.ª, Negrete      | 1°                               |
| 3.ª, Negrete      | 2°                               |
| 3.ª, Negrete      | 3°                               |
| 4.ª, Mulchén      | 1°                               |
| 4.ª, Mulchén      | 2°                               |
| 4.ª, Mulchén      | 3°                               |
| 4.ª, Mulchén      | 4°                               |
| 4.ª, Mulchén      | 5°                               |
| 4.ª, Mulchén      | 6°,                              |
| 4.ª, Mulchén      | 7°                               |
| 5.ª, Picoltué     | 1°                               |
| 5.ª, Picoltué     | 2°                               |
| 5.ª, Picoltué     | 3°                               |
| 5.ª, Picoltué     | 4°                               |
| 6.ª, Pile         | 1°                               |
| 6.ª, Pile         | 2°                               |
| 6.ª, Pile         | 3°                               |
| 6.ª, Pile         | 4°                               |
| 6.ª, Pile         | 5°                               |
| 6.ª, Pile         | 6°                               |
| 6.ª, Pile         | 7°                               |
| 7.ª, Angol        | segregada el 15 de julio de 1869 |
| 8.ª, Maitenregües | 1°                               |
| 8.ª, Maitenregües | 2°                               |
| 8.ª, Maitenregües | 3°                               |
| 8.ª, Maitenregües | 4°                               |
| 9.ª, Culenco      | 1°                               |
| 9.ª, Culenco      | 2°                               |
| 9.ª, Culenco      | 3°                               |
| 9.ª, Culenco      | 4°                               |
| 9.ª, Culenco      | 5°                               |
| 9.ª, Culenco      | 6°                               |
| 9.ª, Culenco      | 7°                               |
| 9.ª, Culenco      | 8°                               |
| 9.ª, Culenco      | 9°                               |

Elaborado a partir de: Anuario Estadístico de la República de Chile correspondiente a los años 1870 y 1871, 1871, Imprenta Nacional, Santiago, Chile.
Posteriormente se reestructuró de la siguiente forma:
| Subdelegación   | Distrito               |
| --------------- | ---------------------- |
| 1.ª, Nacimiento | 1°, La Cruz            |
| 1.ª, Nacimiento | 2°, Puente Ruíz        |
| 1.ª, Nacimiento | 3°, El Palqui          |
| 1.ª, Nacimiento | 4°, San Antonio        |
| 1.ª, Nacimiento | 5°, Tambillo           |
| 2.ª, Nacimiento | 1°, el Vergara         |
| 2.ª, Nacimiento | 2°, Coihuilin          |
| 2.ª, Nacimiento | 3°, Paso Viejo         |
| 2.ª, Nacimiento | 4°, Cerro de Las Viñas |
| 2.ª, Nacimiento | 5°, Renaico            |
| 3.ª, Negrete    | 1°, Negrete            |
| 3.ª, Negrete    | 2°, Colhue             |
| 3.ª, Negrete    | 3°, Granerillo         |
| 4.ª, Mulchén    | 1°, Mulchén            |
| 4.ª, Mulchén    | 2°, Mulchén            |
| 4.ª, Mulchén    | 3°, Manquecuel         |
| 4.ª, Mulchén    | 4°, Reñeco             |
| 4.ª, Mulchén    | 5°, Bureo              |
| 4.ª, Mulchén    | 6°, Muninca            |
| 4.ª, Mulchén    | 7°, Micanquén          |
| 4.ª, Mulchén    | 8°, Anticheo           |
| 5.ª, Picoltué   | 1.º Millalpe           |
| 5.ª, Picoltué   | 2°, Picoltué           |
| 5.ª, Picoltué   | 3°, Los Peumos         |
| 5.ª, Picoltué   | 4°, Munilque           |
| 6.ª, Pile       | 1°, Boquilemo          |
| 6.ª, Pile       | 2°, Pile               |
| 6.ª, Pile       | 3°, Coihue             |
| 6.ª, Pile       | 4°, Quilaco            |
| 7.ª, Lirquen    | 1°, Quilme             |
| 7.ª, Lirquen    | 2°, Rucalme            |
| 7.ª, Lirquen    | 3°, Quilapalo          |
| 7.ª, Lirquen    | 4°, Piñinquihue        |
| 8.ª, Liñeco     | 1°, Curaco             |
| 8.ª, Liñeco     | 2°, Meñir              |
| 8.ª, Liñeco     | 3°, Maitenrehue        |
| 8.ª, Liñeco     | 4°, Liñeco             |
| 9.ª, Culenco    | 1°, Quilquileo         |
| 9.ª, Culenco    | 2°, Espigado           |
| 9.ª, Culenco    | 3°, Arcos              |
| 9.ª, Culenco    | 4°, Collileo           |
| 9.ª, Culenco    | 5°, Dollinco           |
| 9.ª, Culenco    | 6°, Palmilla           |
| 9.ª, Culenco    | 7°, Los Ríos           |
| 10.ª, Millapoa  | 1°, Coposo             |
| 10.ª, Millapoa  | 2°, Monte-Rei          |
| 10.ª, Millapoa  | 3°, Guagui             |
| 10.ª, Millapoa  | 4°, Palpal             |

Elaborado a partir de: Anuario Estadístico de la República de Chile correspondiente a los años 1870 y 1871, 1871, Imprenta Nacional, Santiago, Chile.
Las subdelegaciones cuyos límites asignan los decretos del 9 de enero de 1871, 24 de septiembre de 1872 y 22 de febrero de 1876, son las siguientes:
- 1.ª Nacimiento
- 2.ª Nacimiento
- 3.ª Negrete
- 4.ª Liñeco
- 5.ª Palmilla
- 6.ª Arinco
- 7.ª Santa Ana
- 8.ª Culenco
- 9.ª Millapoa

## Comunas y Subdelegaciones (1927)
De acuerdo al DFL 8582 del 30 de diciembre de 1927, se suprime el Departamento de Nacimiento. De acuerdo al DFL 8583 de la misma fecha, se suprime la Municipalidad de Negrete y el territorio del departamento de Nacimiento queda dividido entre las nuevas comunas-subdelegaciones de: 
- Nacimiento, que comprende todo el territorio del antiguo departamento de Nacimiento, que queda dentro de los límites del nuevo departamento de Mulchén.
- Angol, que comprende la parte del antiguo departamento de Nacimiento que queda comprendido dentro de los límites del nuevo departamento de Angol (y las antiguas subdelegaciones 1.ª Angol, 2.ª Rucapillán, 3.ª Mininco, 4.ª, Tijeral, 5.ª Guaquén y 6.ª Villa Alegre, del Departamento de Angol).

Posteriormente, en 1937, se restituye nuevamente el departamento de Nacimiento, con la comuna-subdelegación de Nacimiento.